# جائزة اليابان الكبرى للدراجات النارية 1992
جائزة اليابان الكبرى للدراجات النارية 1992 هو سباق دراجات نارية أقيم بتاريخ 29 مارس 1992 في حلبة سوزوكا. كان الجولة الأولى من أصل 13 في سباق الجائزة الكبرى للدراجات النارية موسم 1992. فاز الأسترالي ميك دوهان بفئة 500 سي سي بينما جاء الأمريكي دوغ تشاندلر في المركز الثاني وحصل على المركز الثالث الأمريكي كيفن شوانتز.

## وصلات خارجية
- الموقع الرسمي